# Funhouse (албум певачице Пинк)
Funhouse (срп. Луна парк) је пети студијски албум америчке певачице Пинк објављен у октобру 2008. године. Албум је убрзо достигао прво место на топ-листама у Аустралији, Новом Зеланду и Уједињеном Краљевству, док је у Сједињеним Америчким Државама, Француској и Немачкој дебитовао на месту број два.
So What, први сингл са албума, уједно је најуспешнији соло сингл о каријери Пинк до сада. Овај сингл доспео је у првих пет на топ-листама у већини земаља. Са албума су се издвоји као синглови још и Sober, Please Don't Leave Me и Funhouse, док је Bad Influence за сада објављен само у Аустралији. I Don't Believe You је касније такође постао сингл као и Glitter In The Air.
Албум је требало да носи назив „Heartbreak Is a Motherfucker“, с обзиром да на њему Пинк слободно говори о раскиду са мужем Керијем Хартом, мотокрос возачем. Међутим, назив је промењен јер се сматрало да би контроверзан наслов могао да умањи продају албума.
Албум је углавном добио високе оцене, иако је било неких критика на рачун љубавних песама. До сада је продато преко 4.5 милиона примерака широм света.

## Листа песама
1. „“ - 3:35
2. „“ - 4:11
3. „“ - 4:36
4. „“ - 3:24
5. „“ - 3:52
6. „“ - 3:37
7. „“ - 3:25
8. „“ - 3:26
9. „“ - 4:15
10. „“ - 3:53
11. „“ - 3:17
12. „“ - 3:45

## Турнеја
Пинк је заказала турнеју по Европи, Аустралији и Северној Америци. Њена турнеја по Аустралији са 58 наступа важи за најуспешнију турнеју икада у тој земљи.